# Легенда за остров Оук
Легендата за остров Оук разказва за възможно скрито съкровище в Канада.
В Източна Канада се намира малкият остров Оук в насечената брегова линия на Нова Шотландия с размери миля на миля. Носят се легенди, че на него някога било скрито пиратско съкровище или нещо друго, което е тайно и загадъчно. Любителите на мистериите смятат, че на острова е скрито не съкровище, а нещо от древна култура, била тя Атлантида, Му или Лемурия.

## История
През 1795 г. дървосекачите Даниел Макгинс, Антъни Воан и Джак Смит намерили дъб, по който имало следи от полиспаст и до него имало странна вдлъбнатина. Те започнали да копаят, но още в началото срещнали каменна преграда. Когато махнали камъните, които според тях не били от острова, не намерили нищо и продължили да копаят. После установили, че там е копано и това личало по следите от лопата или нещо подобно, които имало по стените на шахтата. След още няколко метра те отново срещнали преграда, този път от дъбови талпи. Това ги обнадеждило, като им подсказвало, че там наистина е скрито нещо.
Ето и списък с намерените препятствия и находки според размера на изкопа:
- 3 метра – плоча от дъбови талпи.
- 6 метра – плоча от дъбови талпи.(ширината на тунела е 4 метра в диаметър)
- 9 метра – плоча от дъбови талпи.
- 12 метра – плоча от дъбови талпи.
- 12,10 до 15 метра – намерен Кит. (явно принесен в жертва!?)
- 15 метра плоча от дъбови талпи.
- 18 метра – плоча от дъбови талпи.
- 23 метра – плоча от дъбови талпи.
- 23,00 до 50 метра – намирани множество влакна.
- 33 метра – намерен камък дълъг три фута и широк шестнадесет инча, по който имало странни надписи. (камъкът днес е изчезнал)
- 35,40 до 39,30 метра – сандъци с метални фрагменти
- 40,50 метра – намерен тунел в посока залива на Смит, висок 1,2 метра и широк 0,72 метра. (тунела е пълен с камъни)
- 42 метра – много дебела дървена плоча
- 42 до 45 метра – празно пространство.
- 45 метра – тунел.
- 46 до 51 метра – глина
- 51 метра – тунел в южна посока.
- 54,32 метра – дъбов сандък запълнен с нещо като цимент.
- 60 метра желязна плоча препречва пътя.

През 1972 г. майор Р. А. Линтън пише за острова следното:
| „ | Замислен като скривалище, в дълбочина е изграден древен сейф, който може да бъде отворен само при спазване на предписан образец. | “ |

## Теории
За това какво лежи там на дъното има много хипотези – от предположението, че там е заровено най-голямото пиратско съкровище до теорията за вход към подземен град или идеята за заровен космически кораб на „боговете“.
Ларс А. Фишингер в своята книга "Астронавти в древността пише:
| „ | Каквото и да е скрито там, то ще бъде открито от поколенията. | “ |